# مسجد كوسونسوي
مسجد كوسونسوي في أوزبكستان يقع في ولاية ناماننجان.

## عمارة المسجد
مسجد كوسونسوي معلم تاريخي من القرن الـ18 في ناماننجان، أوزبكستان. تم بناؤه على فناء محاط بجدار. يمكن الدخول إليه عبر بوابة ذات قبة في الجهة الجنوبية، أو من خلال باب منحوت في الجهة الغربية  يؤدي إلى مسجد مستطيل (28.6 × 10.8م). يحتوي الجدار الغربي على محراب ذو ثلاث تجاويف. القبة الخارجية مدعومة بأربع أقواس بارزة من الزوايا. ترتكز الأقواس على أربع أجنحة جانبية تدعمها أعمدة خشبية منفصلة أو مثبتة بالجدار. الزخارف الداخلية للمبنى تعتمد بشكل رئيسي على لونين هما الأبيض والأزرق. البوابة بسيطة ولكنها أنيقة، تحتوي على صف من الأقواس الصغيرة في الجزء العلوي وتنتهي بعقدة ومحاطة بأقواس مسطحة. تحتوي البوابة على قبة عند كل زاوية. تم تحديثه وبناء شرفة وفصول دراسية ومباني إضافية أخرى عام 1993م. يعتبر مسجد كوسونسوي الجامع المبنى الوحيد من نوعه في وادي فرغانة، ويعكس مهارة المعماريين المحليين في البناء.

## تاريخ بناء المسجد
بدأ بناء مسجد كوسونسوي في القرن السابع عشر، في عهد عبد الله خان. حيث بدء البناء بتكديس الحجارة وأضيف  حمام كبير بجانب المسجد. وقد شهدت بداية بناء المسجد اجتماع علماء المدينة للصلاة والدعاء لإتمام بناء المسجد بنجاح. بعد مئة عام، تم بناء بوابة أمام المسجد، وجُلبت الحجارة الخاصة بالبوابة من أوكيورغان.استخدم المسجد كمستودع ثم كمدرسة خلال فترة الاتحاد السوفيتي سابقا.
بعد استقلال أوزبكستان في عام 1991، تم ترميم هذا المبنى ليصبح مسجدًا. استخدم في بناؤه مواد مثل الطين، الطوب المطبوخ، الجبس، والخشب. يحتوي المسجد على 84 غرفة، ومدرسة دينية ذات قبة، وغرف للطلاب. تمت تسمية المبنى الجديد للمسجد على اسم علاك خان ماخدوم، الذي دفن بجوار المسجد، في عام 1992. البوابة والقُباب مزينة بالنقوش، الرسومات، التطريز، الأعمال الجصية، والفنون الجميلة. كما يحتوي 8 غرف، كل منها بعرض 2 م وارتفاع 9 م. عرض المبنى 27 م، وارتفاعه 16 م،  ارتفاع القبة 27 م  يمكن للمسجد استيعاب 7500 مصلٍ. يعد مسجد كوسونسوي جامعا فريدًا في آسيا الوسطى من حيث العمارة والسعة.